# 香港足球頂級聯賽主客制
香港足球頂級聯賽（現今為香港超級聯賽）自2009–10年度起實施主客制，各球隊可依據所屬地區及聯賽成績編配所屬主場，而現時大部份主場場地皆由康樂及文化事務署管理。
實施主客制前，大部分香港足球隊都沒有所屬的主場，香港甲組足球聯賽主要租用香港大球場或旺角大球場舉行比賽，過往亦曾使用過南華會球場、海軍球場、花墟球場、香港足球會球場、元朗大球場、楊屋道球場、深水埗運動場及小西灣運動場等作為比賽場地。2007–08年度賽季新界地產和富大埔開始向香港足球總會申請以大埔運動場作為球隊主場。2008–09年度賽季，新加入甲組的天水圍飛馬亦申請以元朗大球場作為球隊主場。
旺角大球場於2009年9月開始重建，工程需時21個月，賽事為配合旺角大球場重建，並且為全新的「港職聯」模式試驗，香港甲組足球聯賽採納港職聯小組建議的主客制，2009–10年度起全面推行，各球隊都會得到自己的主場，旺角大球場於2011年10月重新開放。

## 球場分配
| 賽季 / 球場      | 旺角大球場                             | 香港大球場         | 元朗大球場   | 大埔運動場 | 深水埗運動場             | 青衣運動場         | 九龍灣公園 | 小西灣運動場    | 屯門鄧肇堅運動場 | 將軍澳運動場           | 沙田運動場 | 港會場 PR | 香港仔運動場 | 城門谷運動場 | 斧山道運動場 | 北區運動場 | 啟德體育園青年運動場KT |
| 香港甲組足球聯賽 |                                        |                    |              |            |                          |                    |            |                 |                  |                        |            |           |              |              |              |            |                        |
| 09/10%           | 不適用                                 | 南華 傑志          | 天水圍飛馬   | 和富大埔 D | 四海流浪                 | 晨曦 屯門普高      | 大中 愉園  | 公民            | 不適用           | 和富大埔[AFC]          | 沙田 D     | 不適用    | 不適用       | 不適用       | 不適用       |            |                        |
| 10/11            | 不適用                                 | 南華               | 天水圍飛馬   | 和富大埔 D | 四海流浪                 | 晨曦               | 大中       | 公民            | 屯門 D %         | 傑志% 天水圍飛馬[AFC]% | 不適用     | 港會%     | 不適用       | 不適用       | 不適用       |            |                        |
| 11/12            | 日之泉JC晨曦% 公民%                    | 南華               | 天水圍飛馬   | 和富大埔 D | 深水埗 D %               | 標準流浪%          | 港菁%      | 後備球場        | 屯門 D           | 傑志                   | 不適用     | 不適用    | 不適用       | 不適用       | 不適用       |            |                        |
| 12/13            | 日之泉JC晨曦 公民 橫濱FC香港@          | 南華               | 太陽飛馬     | 和富大埔 D | 標準流浪%                | 盃賽球場           | 盃賽球場   | 橫濱FC香港%     | 屯門 D           | 傑志                   | 不適用     | 不適用    | 南區 D %     | 不適用       | 不適用       |            |                        |
| 13/14            | 太陽飛馬% 傑志% 東方沙龍@ 南區&@ 南華@ | 南華               | 天行元朗 D % | 愉園@      | 標準流浪 東方沙龍@ 傑志@ | 日之泉JC晨曦 公民% | 愉園@      | 愉園%           | 屯門 D           | 橫濱FC香港%            | 不適用     | 不適用    | 皇室南區 D   | 東方沙龍%    | 不適用       |            |                        |
| 香港超級聯賽     |                                        |                    |              |            |                          |                    |            |                 |                  |                        |            |           |              |              |              |            |                        |
| 14/15            | 傑志 太陽飛馬 東方@ 南華@              | 南華               | 天行元朗 D   | 和富大埔 D | YFC澳滌                  | 盃賽球場           | 標準流浪%  | 後備球場        | 不適用           | 東方%                  | 不適用     | 不適用    | 不適用       | 不適用       | 黃大仙 D %   |            |                        |
| 15/16            | 傑志 東方% 香港飛馬@                   | 香港飛馬%          | 元朗 D       | 不適用     | 夢想駿其                 | 盃賽球場           | 標準流浪   | 不適用          | 不適用           | 南華%                  | 不適用     | 不適用    | 冠忠南區 D   | 不適用       | 灝天黃大仙 D |            |                        |
| 16/17            | 東方 傑志 南華@                        | 香港飛馬           | 九巴元朗 D   | 和富大埔 D | 理文流浪                 | 理文流浪 @         | 不適用     | R&F富力%        | 不適用           | 南華                   | 不適用     | 港會      | 冠忠南區 D   | 不適用       | 標準灝天%    |            |                        |
| 17/18            | 傑志 東方龍獅                          | 香港飛馬 傑志[AFC] | 陽光元朗 D   | 和富大埔 D | 標準流浪                 | 夢想FC%            | 不適用     | 不適用          | 不適用           | 理文%                  | 不適用     | 不適用    | 冠忠南區 D   | 不適用       | 盃賽球場     |            |                        |
| 18/19            | 傑志 香港飛馬 和富大埔 [AFC] 冠忠南區@ | 東方龍獅           | 佳聯元朗 D   | 和富大埔 D | 凱景%                    | 夢想FC             | 不適用     | 不適用          | 不適用           | 理文                   | 不適用     | 不適用    | 冠忠南區 D   | 不適用       | 盃賽球場     |            |                        |
| 19/20            | 冠忠南區 傑志 和富大埔 [AFC]           | 香港飛馬           | 佳聯元朗 D   | 和富大埔 D | 理文                     | 盃賽球場           | 盃賽球場   | 盃賽球場        | 標準流浪%        | 東方龍獅               | 不適用     | 不適用    | 不適用       | 不適用       | 愉園         |            |                        |
| 20/21            | 傑志 東方龍獅                          | 後備球場           | 天水圍飛馬   | 不適用     | 愉園%                    | 晉峰%              | 不適用     | 盃賽球場        | 不適用           | 理文                   | 不適用     | 不適用    | 冠忠南區D    | 不適用       | 標準流浪%    |            |                        |
| 21/22            | 傑志 東方龍獅                          | 盃賽球場           | 盃賽球場     | 盃賽球場   | 標準流浪                 | 晉峰 香港U23%      | 不適用     | 盃賽球場        | 不適用           | 理文                   | 不適用     | 港會      | 冠忠南區 D   | 不適用       | 盃賽球場     |            |                        |
| 22/23            | 傑志 東方                              | 盃賽球場           | 不適用       | 和富大埔D  | 深水埗D                  | 晉峰               | 不適用     | 不適用          | 不適用           | 理文 香港U23%          | 不適用     | 港會      | 冠忠南區D    | 不適用       | 標準流浪     |            |                        |
| 23/24            | 傑志 東方                              | 傑志[AFC] 盃賽球場 | 不適用       | 大埔D      | 深水埗D                  | 晉峰 標準流浪      | 盃賽球場   | 盃賽球場        | 不適用           | 理文                   | 不適用     | 港會      | 冠忠南區D    | 不適用       | 香港U23%     | 均業北區%D |                        |
| 24/25            | 傑志 東方 理文[AFC]                    | 盃賽球場           | 不適用       | 大埔D      | 九龍城%                  | 標準流浪           | 不適用     | 盃賽球場        | 不適用           | 理文                   | 不適用     | 港會      | 冠忠南區D    | 不適用       | 盃賽球場     | 北區D      |                        |
| 25/26            | 東方 理文% 大埔[AFC]                   | 盃賽球場           | 不適用       | 大埔D      | 九龍城                   | 標準流浪           | 不適用     | 東區%D 盃賽球場 | 不適用           | 不適用                 | 不適用     | 港會      | 冠忠南區D    | 不適用       | 盃賽球場     | 北區D      | 傑志%                  |

境外球場:
- 17/18、18/19、19/20：燕子崗體育場（廣州市） CN R&F富力%

- ^AFC  為亞洲賽事主場。
- ^CN  為香港境外球場。
- ^D  為地區球隊，可優先選擇主場。
- ^PR  為非康文署管理的私人場地。
- ^KT  為政府擁有，由私人機構設計-興建-營運的場地。
- @ 為臨時主場。
- % 為該球會首度進駐該球場為主場（以同一會籍計算）。
- 香港流浪足球會曾分別使用兩個會籍參賽，包括：
  - 現有會籍：以標準流浪名義參賽。
  - 舊有會籍：以四海流浪及標準流浪名義參賽，現由夢想駿其足球會持有。
- 20/21賽季因賽事從第三週起重新編排，部份球隊未能於主場賽事中使用原訂球場。
- 21/22賽季因受2019冠狀病毒病大流行影響而腰斬，部份球隊未能於主場賽事中使用原訂球場。